# 申叔跪
申叔跪（?—?），芈姓，名叔跪，申氏，春秋時期楚國大夫，申叔时的儿子。
前589年（鲁成公二年、楚共王二年），申叔跪跟他父亲将要到郢都，遇到巫臣，说：“异哉！此人有肩负三军重任的戒惧之心，却又有‘桑中’幽会的喜悦之色，可能要带着别人的妻子私奔吧！”巫臣到了郑国，派副使带回财礼，就带着夏姬走了。准备逃亡到齐国，齐国鞍之战战败，巫臣说：“我不处不胜之国。”就逃亡到晋国，通过郤至的关系，在晋国做邢地的大夫。